# Francisco de Acebal y Arratia
Francisco de Acebal y Arratia (Menagarai, provincia de Álava, 18 de mayo de 1795-¿Madrid?, h. 1854-57) fue un político y hombre de negocios español. 

## Biografía

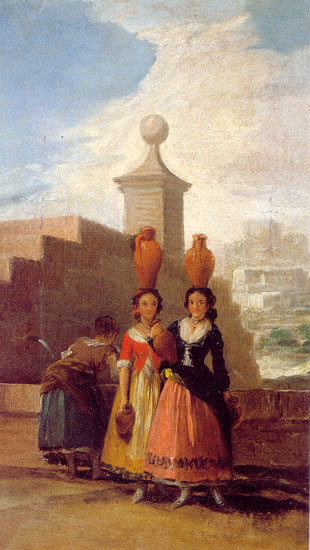
"Mozas del cántaro". Óleo sobre cartón. Colección privada de Paloma Mac-crohon Garay.

Fue el mayor de cinco hermanos que desarrollaron su actividad política, económica y cultural en la ciudad de Madrid. Estudió en la Universidad de Alcalá de Henares y desempeñó diferentes cargos en la administración pública y en la empresa privada: Diputado provincial de Madrid (1836), director de la Caja de Ahorros de Madrid (1838),  fundador de la Sociedad Española de Seguros (1841), senador por Álava (1843, 1844,1845), caballero de la Orden de Alcántara (1847), senador vitalicio por Álava  y vicepresidente del Consejo Provincial de Madrid (1845). 
Faltan datos claros sobre sus últimos años, y se desconoce la fecha exacta de su fallecimiento; la web de la Real Academia de la Historia lo sitúa en el periodo 1854-57.
Acebal y Arratia creó una importante colección de pintura en la que se incluían varios Goyas: Las mozas del cántaro, Maja y Celestina al balcón (actualmente propiedad de Alicia Koplowitz), San Francisco de Borja atendiendo a un moribundo, Mujer dormida…  Actualmente, muchas de ellas son propiedad de sus descendientes (familia Mac-crohon Garay).

## Familia
Tuvo cuatro hermanos: 

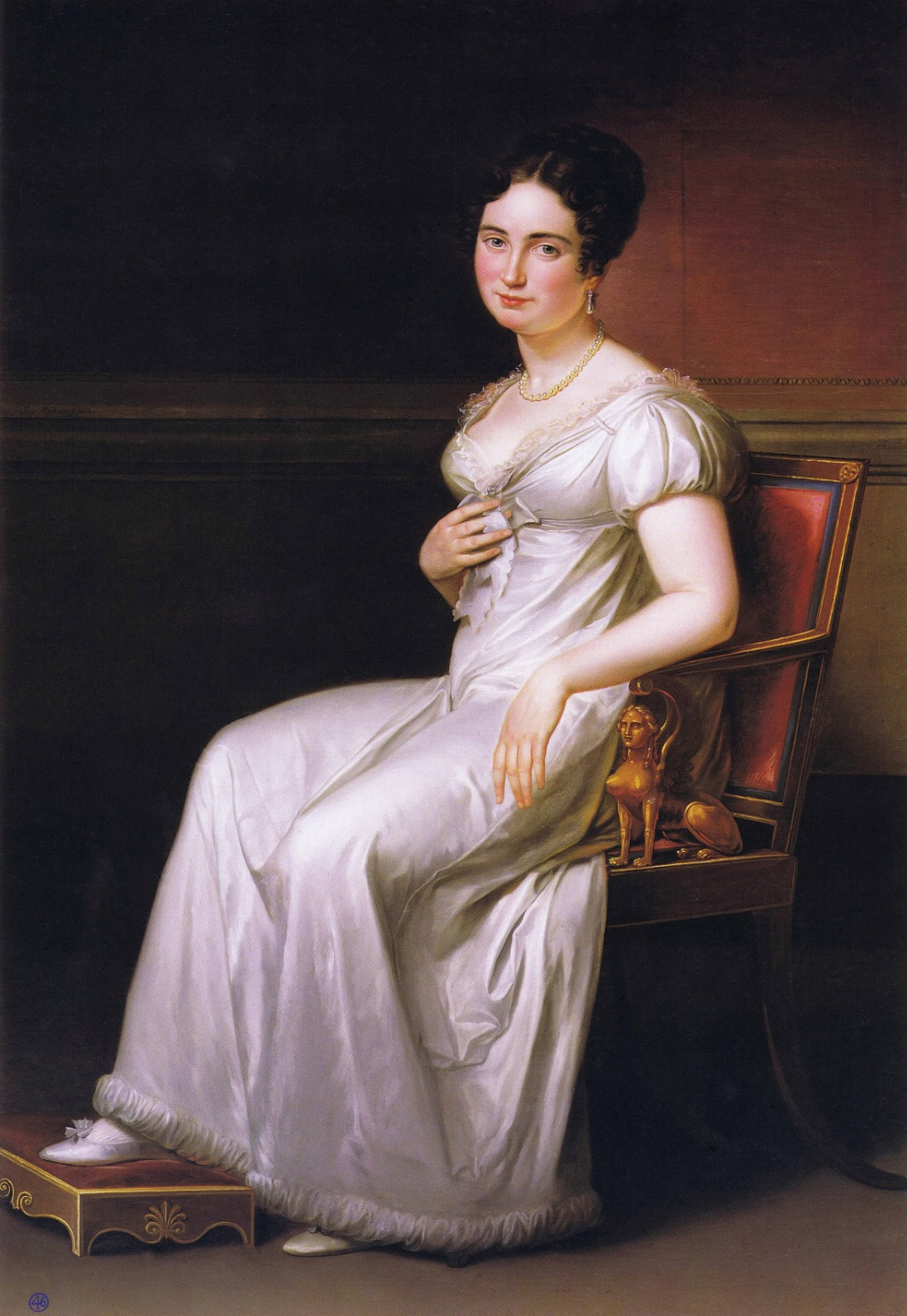
Retrato de María Sandalia de Acebal por Madrazo (1820). Colección particular.

- José de Acebal y Arratia -nacido en Menagaray en 1799- elegido Diputado a Cortes de Madrid en las elecciones de 1851;
- Mª Sandalia de Acebal y Arratia (retratada por José Madrazo en 1820), casada con Luis de Usoz y Río;
- Ramona de Acebal y Arratia, casada en primeras nupcias con Manuel Angulo Cano y tras enviudar (1835), con el  militar retirado José Muñoz y Larrinzar y
- Paula de Acebal y Arratia, casada con el senador José María Huet y Allier. La familia Acebal-Arratia sigue vinculada a Menagaray a través de sus herederos directos Ruiz de la Prada-Mac-Crohon.